# 2024年巴基斯坦大选
2024年巴基斯坦大選是巴基斯坦於2024年2月8日舉行的國民議會大選，選出第十六屆国民议会議員。兩個主要政黨是前總理夏巴茲·謝里夫領導的巴基斯坦穆斯林聯盟，和前外交部長比拉瓦尔·布托·扎尔达里領導的巴基斯坦人民黨。 伊姆蘭·汗創立的巴基斯坦正義運動黨是上屆選舉中最大的政黨，然而，在選舉前夕，最高法院一項有爭議的裁決剝奪了候選人的選舉標誌後，該黨被迫將其候選人作為無黨籍派出，汗在有爭議的情況下被定罪後，也被禁止參與政治五年。

## 背景

### 2022年巴基斯坦憲法危機
2022年3月30日，时任总理伊姆蘭·汗面临執政联盟倒戈，支持反對派提出的不信任投票，伊姆蘭·汗其後發表電視演說，表示在國會表決針對他的不信任動議前拒絕辭職。4月2日晚的一场官方晚宴上，伊姆兰·汗公开指责美国干涉巴基斯坦内政。此外，在2日于总理办公室会见外国媒体记者时，伊姆兰·汗也强调，针对他的不信任动议是美国对巴基斯坦内政的公然干涉，意在颠覆巴基斯坦政权。
4月3日，巴基斯坦国民議會副主席驳回不信任動議，拒绝对其進行表決，並指出不信任動議受到外國煽動。伊姆蘭·汗随后以不信任動議被驳回为由，要求總統阿里夫·阿爾維解散議會，於90日內提前舉行大選，并获得总统同意，同时巴基斯坦总统表示，伊姆兰·汗将继续留任总理，直到任命临时总理为止。
然而4月7日，巴基斯坦最高法院裁定国民議會副主席驳回不信任動議违宪，而总理伊姆兰·汗未遭不信任動議通过就要求解散议会的行为也违反了宪法。该裁决要求議會在4月9日重新开会，并繼續举行針對伊姆蘭·汗的不信任投票。4月10日凌晨，国民议会通過對政府的不信任動議，伊姆蘭·汗被罷免，是首位被國會不信任投票罷免的巴基斯坦總理。

### 正義運動黨抗议
不信任動議成功後，4月11日，穆斯林聯盟的夏巴茲·謝里夫在人民黨的支持下，獲得342席议员中的174票支持，成為新總理。一天后，100多名正義運動黨成員辭去國會席次。在被趕出政府後，正義運動黨繼續受到廣泛歡迎，其支持者走上全國街頭，在接下来的补选中，正義運動黨夺回大多数席次，证明其民意支持，并以此为由要求提前舉行国民议会选举。另一方面，在夏巴茲·謝里夫执政下，巴基斯坦遭遇通膨創歷史新高、國家經濟萎縮以及巴基斯坦盧比的創紀錄貶值。11月3日，伊姆蘭·汗遊行中在一次未遂暗殺中被槍擊受傷。

### 提前选举要求
2023年1月，為了迫使提前舉行大選，正義運動黨提前解散了其執政的旁遮普省和开伯尔-普什图省省議會，根據憲法，議會解散後，應在90天內舉行選舉，因此憲法規定兩次省級選舉的日期不得晚於2023年4月。然而，選舉委員會將選舉推遲至2023年10月，理由是穆斯林聯盟政府缺乏資金和安保人員。
另一方面，5月9日伊姆蘭·汗在出席伊斯蘭堡高等法院一起貪腐案審理時，被準軍事部隊逮捕，导致当日支持伊姆蘭·汗的暴动。8月10日，總統阿里夫·艾維據總理謝赫巴茲·謝里夫的建議提前解散国民议会，這意味著選舉必須在2023年11月8日之前举行，但選舉委員會将其推遲至2024年2月，以便根據批准的人口普查結果進行新的選舉劃界。最终選舉委員會宣布2024年2月8日為大選日期。

## 選舉制度

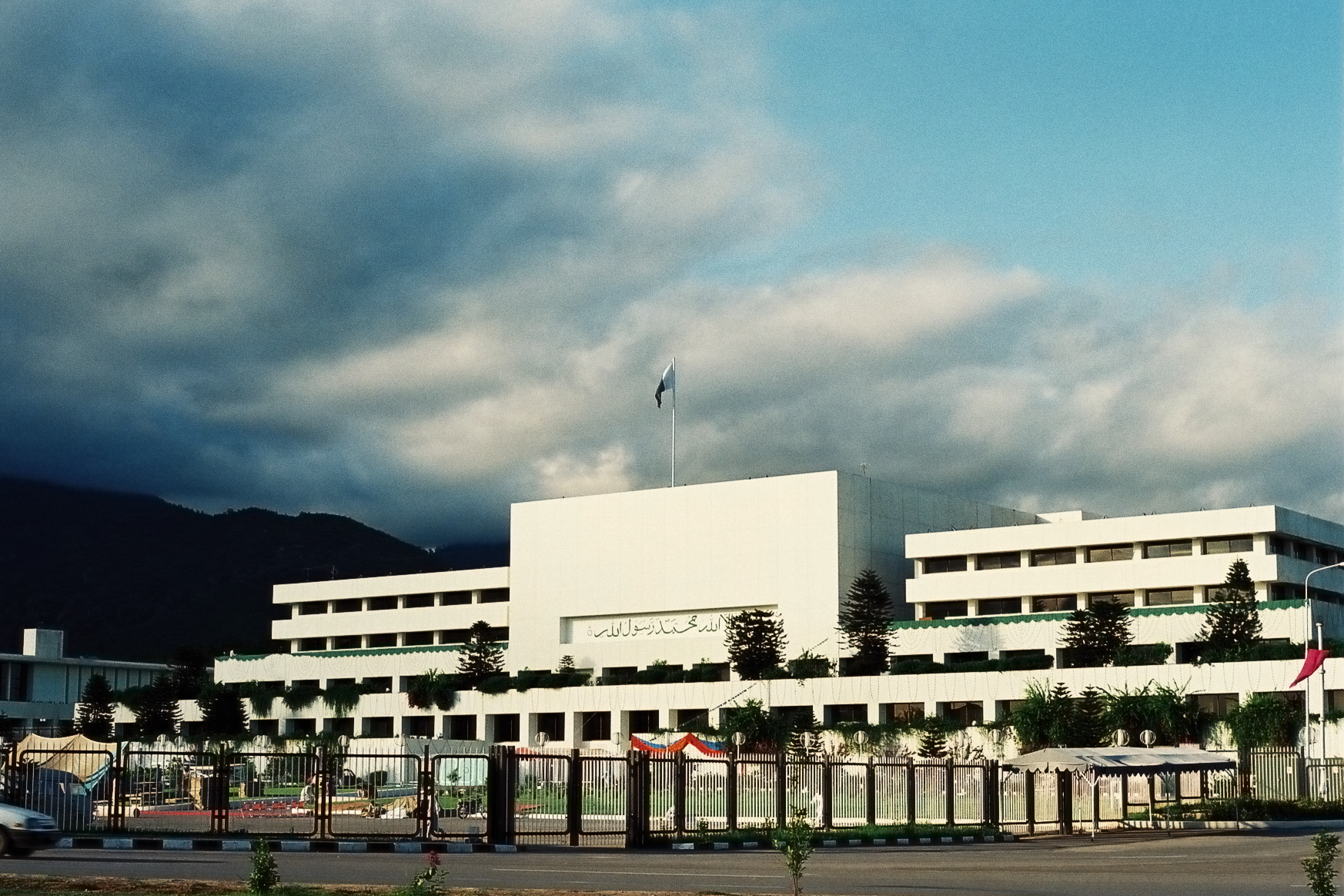
巴基斯坦议会大厦

巴基斯坦國民議會为巴基斯坦國會下議院，第十六屆议会有336個席位，其中266席以單議席選區選出，另外有60個保留予女性的席位，和10個保留予少數族群的席位，以各政黨在地方選區所得議席比例分配。

## 爭議
根據巴基斯坦的選舉法案，註冊的政黨必須根據其章程和規定的時間進行黨內選舉。正義運動黨上一次選舉是在2016年6月舉行的，下一次應於2021年6月之前舉行。然而該黨表示由於COVID-19疫情未能而按時舉行選舉，並要求延至2022年6月。之后該黨於2022年6月8日舉行了選舉，但选举委员会以程序不完备为由拒絕接受選舉結果。
2023年8月，选举委员会警告正義運動黨重新举行党内选举，否則其候选人將失去在选举中使用该党標誌的权利。在11月23日的最終命令中，选举委员会命令正義運動黨在20天內進行黨內選舉，作為回應正義運動黨於12月2日再次進行黨內選舉。然而选举委员会再次认定选举不符合黨章，因此其候选人失去在选举中使用该党標誌的权利。正義運動黨稱选举委员会的命令“有嚴重缺陷、非法、偏見，並破坏選舉過程的完整性”，并向法院提出诉讼。
2024年1月13日，在選舉前不到一個月，最高法院三人小組確認了選舉委員會的决定。这不但导致正義運動黨候选人失去在选举中使用该党標誌的权利，所有该黨候選人都被列為具有單獨選舉標誌的獨立候選人，同时正義運動黨還失去了在中央和省級立法機構中為226個保留席位提名候選人的權利。
最高法院的裁決導致一些法律專家將該裁決描述為「對基本權利的巨大打擊」和「民主規範的失敗」。除此之外，根据正義運動黨指控，以及包括聯合國在內的一些觀察家指出，在选举期间当局频繁地干扰正义运动党的选举活动，同时巴基斯坦政府还进行网络言论审查，选举期间经常发生选举暴力。巴基斯坦選舉委員會也被指控在選舉前重新繪製选区時不公正地劃分選區，以支持穆斯林联盟。

## 民意調查
2023年8月選舉委員會宣布禁止發布有關選舉民調的新聞、報告。根據禁令實施之前，2023年6月30日蓋洛普巴基斯坦民調，各主要政黨民調數據如下： 
| 調查截止日 | 連結 | 正義運動黨    | PML(N)           | 人民党 | JUI(F) | TLP | 其他政黨 | 獨立人士 | 未決定 | 領先 | 誤差 | 樣本數 |    |    |     |     |       |       |
| ---------- | ---- | ------------- | ---------------- | ------ | ------ | --- | -------- | -------- | ------ | ---- | ---- | ------ | -- | -- | --- | --- | ----- | ----- |
| 調查截止日 | 連結 | 2023年6月30日 | PDF (存檔，存于) | 42%    | 20%    | 12% | 4%       | 4%       | 未決定 | 領先 | 誤差 | 樣本數 | 5% | 5% | 13% | 22% | ±2.5% | 3,500 |

## 結果
選舉結果公佈後，夏巴茲·謝里夫穆盟謝里夫派的和伊姆蘭·汗的正義運動黨都宣稱勝出。正義運動黨旗下的獨立候選人有93人在地方選區當選，實際上是最大黨；而穆盟謝里夫派則在地方選區取得75席。但是由於正義運動黨的候選人都被迫以獨立名義參選，意味著正義運動黨不能分配到60席婦女名額和10席非穆斯林名額，所以穆盟謝里夫派超越正義運動成為第一大黨。
另外有一個選區需要擇日重選，是因為有候選人在競選期間被殺。
|                       |                                |             |       |          |          |               |      |      |
| 政黨                  | 政黨                           | 得票數      | %     | 席位     | 席位     | 席位          | 席位 | 席位 |
| 政黨                  | 政黨                           | 得票數      | %     | 地方選區 | 保留席位 | 保留席位      | 总数 | +/-  |
| 政黨                  | 政黨                           | 得票數      | %     | 地方選區 | 女性席位 | 少數族群 席位 | 总数 | +/-  |
|                       | 巴基斯坦穆斯林联盟（谢里夫派） | 13,999,656  | 23.64 | 75       | 34       | 5             | 114  | ▲32  |
|                       | 巴基斯坦正義運動黨（獨立參選） | 18,457,567  | 31.17 | 93       | 0        | 0             | 93   | ▼56  |
|                       | 巴基斯坦人民黨                 | 8,244,944   | 13.92 | 54       | 16       | 3             | 74   | ▲20  |
|                       | 巴基斯坦塔爾比耶運動           | 2,888,619   | 4.88  | 0        | 0        | 0             | 0    | ━    |
|                       | 伊斯蘭烏裡瑪大會 (法扎勒派)    | 2,163,160   | 3.65  | 4        | 4        | 1             | 9    | ▼6   |
|                       | 伊斯蘭大會黨                   | 1,336,698   | 2.26  | 0        | 0        | 0             | 0    | ▼1   |
|                       | 大民主聯盟                     | 1,180,866   | 1.99  | 0        | 0        | 0             | 0    | ▼3   |
|                       | 統一民族運動 (巴基斯坦派)      | 1,119,962   | 1.89  | 17       | 4        | 1             | 22   | ▲15  |
|                       | 巴基斯坦獨立黨                 | 648,827     | 1.10  | 3        | 1        | 0             | 4    | ▲4   |
|                       | 人民民族党                     | 622,115     | 1.05  | 0        | 0        | 0             | 0    | ▼1   |
|                       | 巴基斯坦穆斯林聯盟（領袖派）   | 339,518     | 0.57  | 3        | 1        | 0             | 4    | ▼1   |
|                       | 巴基斯坦馬爾卡齊穆斯林聯盟     | 205,768     | 0.35  | 0        | 0        | 0             | 0    | ━    |
|                       | 普什圖民族人民黨               | 166,640     | 0.28  | 1        | 0        | 0             | 1    | ▲1   |
|                       | 俾路支民族黨                   | 162,988     | 0.28  | 2        | 0        | 0             | 2    | ▼2   |
|                       | 巴基斯坦真理之路               | 119,864     | 0.20  | 0        | 0        | 0             | 0    | ━    |
|                       | 巴基斯坦穆斯林聯盟 （齊亞派）  | 109,570     | 0.19  | 1        | 0        | 0             | 1    | ▲1   |
|                       | 巴基斯坦正義運動黨議員         | 96,089      | 0.16  | 0        | 0        | 0             | 0    | ━    |
|                       | 俾路支省人民黨                 | 90,985      | 0.15  | 1        | 0        | 0             | 1    | ▼4   |
|                       | 國家黨                         | 68,741      | 0.12  | 1        | 0        | 0             | 1    | ▲1   |
|                       | 普什圖人民黨                   | 64,544      | 0.11  | 1        | 0        | 0             | 1    | ▲1   |
|                       | 穆斯林聯合集會                 | 61,899      | 0.10  | 1        | 0        | 0             | 1    | ▲1   |
|                       | 其他政黨                       | 507,571     | 0.86  | 0        | 0        | 0             | 0    | ━    |
|                       | 獨立人士                       | 6,564,486   | 11.08 | 8        | 0        | 0             | 8    | ▼5   |
|                       | 空缺                           | –           | –     | 1        | 0        | 0             | 1    | –    |
|                       |                                |             |       |          |          |               |      |      |
| 總計                  | 總計                           | 59,221,077  | 100   | 266      | 60       | 10            | 336  | ▼6   |
| 有投票權人數 / 投票率 | 有投票權人數 / 投票率          | 128,585,760 | 47.8  |          |          |               |      |      |
| 資料來源：            |                                |             |       |          |          |               |      |      |

## 后续

### 政府组成
選舉結果公佈後，夏巴茲·謝里夫穆盟謝里夫派的和伊姆蘭·汗的正義運動黨都宣稱勝出。穆盟在議會中贏得了最多的席位，并表示將尋求與人民黨組建執政聯盟。自選舉结束以來，至少有六名當選的國民議會獨立候選人宣佈他們將加入穆盟，其中包括與正義運動黨有關聯的候選人瓦西姆·卡迪爾，他在2018年前曾是穆盟的成員，他聲稱自己被正義運動黨綁架，因此重新加入了穆盟，但懷疑者認為他是被賄賂了。
2月13日以穆盟、人民黨为首的政党宣布将组成联盟，穆盟的夏巴茲·謝里夫将继续担任总理，人民黨領袖扎尔达里则表示将为新内阁提供信任，但不加入内阁，不过他希望他的父亲阿西夫·阿里·扎尔达里可以再次出任总统，同时人民党也会竞选巴基斯坦国会两院的主席。穆盟和人民党之間的聯合協議於2月20日最終達成，由謝赫巴茲·謝里夫擔任總理，阿西夫擔任總統。不过据透露，人民党最初接洽的是正義運動黨，而不是穆盟，以探索組建政府的可能性，但被正義運動黨拒絕了。
2月16日，正義運動黨表示伊姆蘭·汗将提名奧馬爾·阿尤布·汗，前軍事獨裁者阿尤布·汗的孫子，作為正義運動黨的總理候選人。然而，當天晚些時候，正義運動黨改变立场，表示該黨已決定根據伊姆蘭·汗的指示担任反對派。
3月2日，穆盟的夏巴茲·謝里夫和由正義運動黨支持的獨立候選人奧馬爾·阿尤布·汗提交了總理選舉的提名書。第二天，夏巴茲·謝里夫以201票對92票的優勢再次當選為巴基斯坦總理。夏巴茲·謝里夫的內閣於3月11日正式宣誓就職，而此前阿西夫在3月9日再次当选成为巴基斯坦总统。

### 正義運動黨席位爭議
由於正義運動黨的候選人都被迫以獨立名義參選，意味著正義運動黨不能分配到60席婦女名額和10席非穆斯林名額。2月19日，正義運動黨宣布將與遜尼派團結委員會 (SIC)結盟，以確保其在國民議會、旁遮普省和开伯尔-普什图省議會中获得保留席位。之后幾乎所有正義運動黨支持的國家和省議會獨立候選人都向选举委员会提交了宣誓書，正式加入SIC並向选举委员会尋求保留席位。然而，穆盟、人民黨等對向正義運動黨/SIC集團分配保留席位提出質疑，認為後者不符合分配议席的資格。 正義運動黨主席強調，在沒有給SIC分配保留席位前，不能召開國民議會會議。选举后，選舉委員會暫停在全國和四個省議會中為女性和少數民族保留的226個席位中的78個的分配。截至2月26日，這78個保留席位尚未决定是否分配給SIC。
在选举委员会尚未决定是否分配給SIC的背景下，總統阿里夫·阿爾維拒絕召開國民議會的首次會議，但根據憲法規定，會議应该在大選後21天內召開。这导致他面臨來自人民黨和穆斯林聯盟的嚴厲批評，他們聲稱總統的行為等同於“廢除憲法”，可能面临弹劾。伊姆蘭·汗则支持阿爾維拒絕召開會議的決定。2月28日，國民議會秘書處繞過了阿爾維，安排在29日上午10點舉行首次會議。在最後一刻，阿爾維勉強同意並批准了召開會議的提議。2月29日，共有302名新當選的议员宣誓就職。然而，首次會議因混亂和支持伊姆蘭·汗的口號而中斷。這是正义运动党議員首次（由於言论免责权）能夠在直播電視上高呼伊姆蘭·汗的名字並展示他的照片，自從禁令以來首次提及他的名字。正义运动党強調，由於保留席位的國會議員無法參加會議並宣誓，因此議會的组建仍未完成。
3月4日，選舉委員會五人小組以4比1的判決駁回了SIC關於國民議會保留席位的申請。裁決稱SIC不符合获得保留席位的資格，並強調保留席位空缺是不允許的，因此這些席位將根據各黨派的比例代表分配給其他政黨，穆斯林联盟与人民党成为主要获利者。3月10日，正义运动党与SIC正式提名奧馬爾·阿尤布·汗為國民議會反對派領袖。
然而5月6日最高法院暫停了選舉委員會關於SIC國民議會保留席位的駁回，隨後選舉委員會暫停了多達77名国民议会和省議會议员的勝選通知，這些成員當選於這些保留席位。結果，穆盟的執政聯盟失去在国民议会的三分之二多數席位，其席位數量從228個減少到209個，在336席的議會中，達到三分之二多數的数量是224席。穆盟的席位剩下108席，人民党剩下68席；另一方面，有39位议员被最高法院确认与正义运动党有关，获得代表该党的权利，但其余独立议员尚未能完成该认定。